# 周賀璽
周賀璽（しゅう がじ、周贺玺、1992年10月28日 - ）は、中国の囲碁棋士。浙江省余姚市出身、中国囲棋協会に所属、六段。全国囲棋個人戦優勝、天元戦挑戦者、百霊愛透杯世界囲碁オープン戦ベスト8など。

## 経歴
2007年初段。2008年二段、リコー杯新秀戦ベスト8、リコー杯囲棋戦ベスト32。2009年三段、リコー杯新秀戦準優勝。2010年四段。2011年天元戦挑戦者となり陳耀燁に0-2で敗れる。同年BCカード杯世界囲碁選手権に出場しベスト32、倡棋杯中国プロ囲棋選手権戦ベスト16進出。
2012年国家囲棋隊入り、天元戦で連続挑戦、陳耀燁に0-2で敗れる。同年新人王戦ベスト8、百霊愛透杯戦でベスト8、威孚房開杯棋王戦ベスト8進出。2013年五段、リコー杯囲棋戦ベスト8、全国囲棋個人戦で8勝1敗で1位。2014年衢州・爛柯杯中国囲棋冠軍戦ベスト4。2015年三星火災杯世界囲碁マスターズでベスト16。2016年天元戦ベスト8。2017年六段。
中国囲碁リーグには2008年から浙江チームで乙級に出場、2012年から甲級に昇格。2014年快棋戦12-3で最多快棋勝。中国棋士ランキングでは2015年20位。

### タイトル歴
- 全国囲棋個人戦 2013年

### 他の戦績
国際棋戦
- 百霊愛透杯世界囲碁オープン戦 2013年ベスト8（○李映九、○范廷鈺、○常昊、×陳耀燁）

国内棋戦
- リコー杯新秀戦 準優勝 2009年
- 中国囲棋天元戦 挑戦者 2011-2012年
- 全国智力運動会 2011年男子団体戦3位（浙江チーム）
- 中国囲棋甲級リーグ戦
  - 2008年乙級（浙江新湖）
  - 2009年乙級（浙江新湖）1-2
  - 2010年乙級（浙江新湖）4-3
  - 2011年乙級（浙江緑環、昇級）5-2
  - 2012年（浙江建設銀行）9-12（主将戦4-4）
  - 2013年（古井貢酒浙江）8-10
  - 2014年（浙江栄美控股）13-9
  - 2015年（浙江雲林棋禅）11-11
  - 2016年（浙江雲林棋禅）11-11
  - 2017年乙級（浙江崑崙囲棋倶楽部）7-1